# Magnolia mannii
Magnolia mannii är en magnoliaväxtart som först beskrevs av George King, och fick sitt nu gällande namn av Richard B. Figlar. Magnolia mannii ingår i släktet Magnolia och familjen magnoliaväxter. Inga underarter finns listade i Catalogue of Life.